# Jernbanevogn
En jernbanevogn eller togvogn er et skinnekøretøj uden egen fremdrift, som anvendes til transport på jernbane. Jernbanevogne trækkes af et eller flere lokomotiver. Man skelner mellem godsvogne, der anvendes til transport af gods, og personvogne, der primært anvendes til persontransport i den kollektive trafik.

Tidligere fandtes der et utal af specielle jernbanevogne. Blandt andet havde postvæsenet et antal Postbureau- og postpakvogne. 

- Wikimedia Commons har flere filer relateret til Jernbanevogn

| Jernbane | Spire Denne jernbaneartikel er en spire som bør udbygges. Du er velkommen til at hjælpe Wikipedia ved at udvide den. |